# Liste von Persönlichkeiten der Stadt Gwangju
Dies ist eine Liste von Persönlichkeiten der Stadt Gwangju. Die Liste erhebt keinen Anspruch auf Vollständigkeit.

## Söhne und Töchter der Stadt
Folgende Persönlichkeiten sind in der Stadt geboren. Die Auflistung erfolgt chronologisch nach Geburtsjahr. Ob sie ihren späteren Wirkungskreis in Gwangju hatten oder nicht, ist dabei unerheblich.
- Yoon Jeong-hee (1944–2023), Schauspielerin
- Kwak Jae-gu (* 1954), Lyriker
- Chung Hyun Kyung (* 1956), presbyterianische Theologin
- Shim Jae-chul (* 1958), Politiker
- Kim Yusob (* 1959), Maler
- Ae Hee Kim (* 1960), Volleyballspielerin
- Park Chul-min (* 1967), Schauspieler
- Chi Hyun Chung (* 1970), bolivianischer Politiker
- Han Kang (* 1970), Schriftstellerin
- Kim Taek-soo (* 1970), Tischtennisspieler
- Kim Kyung-uk (* 1971), Schriftsteller
- Yeo Hong-chul (* 1971), Turner
- Kim Kyung-ju (* 1976), Lyriker
- Yoon Jong-hwan (* 1973), Fußballspieler
- SEO (* 1977), Künstlerin
- Yi So-yeon (* 1978), Raumfahrerin
- Sohyang (* 1978), CCM-Sängerin, Popsängerin und Schriftstellerin
- Lee Bo-na (* 1981), Sportschützin
- Kim Yoo-suk (* 1982), Stabhochspringer
- Kim Jong-hyun (* 1985), Sportschütze
- Kim Deok-hyeon (* 1985), Weit- und Dreispringer
- Choi Eun-sook (* 1986), Degenfechterin
- Moon Geun-young (* 1987), Schauspielerin
- Park Hyun-beom (* 1987), Fußballspieler
- Ki Sung-yong (* 1989), Fußballspieler
- Kim Tae-hwan (* 1989), Fußballspieler
- Seungri (* 1990), Sänger, Schauspieler und Songwriter
- Sooyoung (* 1990), Popsängerin
- Park Shin-hye (* 1990), Schauspielerin
- Gu Hara (1991–2019), Popsängerin
- Baek Sung-dong (* 1991), Fußballspieler
- Bae Suzy (* 1994), Popsängerin und Schauspielerin
- Jung Ho-seok (* 1994), Rapper, Sänger, Tänzer, Songwriter und Musikproduzent
- Hyeri (* 1994), Sängerin und Schauspielerin
- Jung Han-cheol (* 1996), Fußballspieler
- Um Won-sang (* 1999), Fußballspieler
- An Se-young (* 2002), Badmintonspielerin
- Lee Re (* 2006), Schauspielerin

## Ehrenbürger
- Alessandro Mendini (1931–2019), italienischer Designer und Architekt
- 2008: Michael Schultz (1951–2021), deutscher Galerist
- 2013: Aung San Suu Kyi (* 1945), birmanische Politikerin[1]
- 2015: George Katsiaficas, griechisch-US-amerikanischer Historiker[2]
- 2015: Tim Shorrock, US-amerikanischer Journalist[3]
- 2019: Sun Xianyu, chinesischer Diplomat, seit 2016 Generalkonsul in Gwangju[4]